# Alkimos (König von Lydien)
Alkimos (altgriechisch Ἄλκιμος) ist ein mythischer König der Lyder.
Er ist im byzantinischen Lexikon Suda überliefert, in dem Fragmente des vierbändigen Geschichtswerks von Xanthos dem Lyder wiedergegeben werden. Demnach war er ein milder und weiser König, unter dem in Lydien Frieden herrschte und das Land zu Wohlstand gelangte.